# Birkózás az 1952. évi nyári olimpiai játékokon
Az 1952. évi nyári olimpiai játékokon a birkózás  tizenhat versenyszámból állt, nyolc szabadfogású és nyolc kötöttfogású  versenyt rendeztek.

## Éremtáblázat
(A táblázatokban a hazai és a magyar csapat eltérő háttérszínnel, az egyes számoszlopok legmagasabb értéke, vagy értékei vastagítással kiemelve.)
| Az 1952. évi nyári olimpiai játékok éremtáblázata birkózásban | Az 1952. évi nyári olimpiai játékok éremtáblázata birkózásban | Az 1952. évi nyári olimpiai játékok éremtáblázata birkózásban | Az 1952. évi nyári olimpiai játékok éremtáblázata birkózásban | Az 1952. évi nyári olimpiai játékok éremtáblázata birkózásban | Olimpia  |
| ------------------------------------------------------------- | ------------------------------------------------------------- | ------------------------------------------------------------- | ------------------------------------------------------------- | ------------------------------------------------------------- | -------- |
|                                                               | Ország                                                        | Arany                                                         | Ezüst                                                         | Bronz                                                         | Összesen |
| 1.                                                            | Szovjetunió (URS)                                             | 6                                                             | 2                                                             | 2                                                             | 10       |
| 2.                                                            | Svédország (SWE)                                              | 3                                                             | 4                                                             | 1                                                             | 8        |
| 3.                                                            | Magyarország (HUN)                                            | 2                                                             | 1                                                             | 1                                                             | 4        |
| 4.                                                            | Törökország (TUR)                                             | 2                                                             | 0                                                             | 1                                                             | 3        |
| 5.                                                            | Egyesült Államok (USA)                                        | 1                                                             | 2                                                             | 1                                                             | 4        |
| 6.                                                            | Finnország (FIN)                                              | 1                                                             | 1                                                             | 2                                                             | 4        |
| 7.                                                            | Japán (JPN)                                                   | 1                                                             | 1                                                             | 0                                                             | 2        |
| 8.                                                            | Irán (IRI)                                                    | 0                                                             | 2                                                             | 3                                                             | 5        |
| 9.                                                            | Csehszlovákia (TCH)                                           | 0                                                             | 1                                                             | 1                                                             | 2        |
| 9.                                                            | Libanon (LIB)                                                 | 0                                                             | 1                                                             | 1                                                             | 2        |
| 11.                                                           | Olaszország (ITA)                                             | 0                                                             | 1                                                             | 0                                                             | 1        |
| 12.                                                           | Egyiptom (EGY)                                                | 0                                                             | 0                                                             | 1                                                             | 1        |
| 12.                                                           | India (IND)                                                   | 0                                                             | 0                                                             | 1                                                             | 1        |
| 12.                                                           | Nagy-Britannia (GBR)                                          | 0                                                             | 0                                                             | 1                                                             | 1        |
|                                                               |                                                               |                                                               |                                                               |                                                               |          |
| Összesen                                                      | Összesen                                                      | 16                                                            | 16                                                            | 16                                                            | 48       |

## A szabadfogású birkózás érmesei
| Az 1952. évi nyári olimpiai játékok érmesei szabadfogású birkózásban |                                        |                                           |                                         |
| Versenyszám                                                          | Arany                                  | Ezüst                                     | Bronz                                   |
| lepkesúly (52 kg-ig)                                                 | Hasan Gemici · Törökország (TUR)       | Kitano Júsú · Japán (JPN)                 | Mahmoud Mollasqasemi · Irán (IRI)       |
| légsúly (57 kg-ig)                                                   | Isii Sóhacsi · Japán (JPN)             | Rasid Mamedbekov · Szovjetunió (URS)      | Khasaba Dzshadav · India (IND)          |
| pehelysúly (62 kg-ig)                                                | Bayram Şit · Törökország (TUR)         | Nászer Givehcsi · Irán (IRI)              | Josiah Henson · Egyesült Államok (USA)  |
| könnyűsúly (66 kg-ig)                                                | Olle Anderberg · Svédország (SWE)      | Jay Thomas Evans · Egyesült Államok (USA) | Tovfighe Jahanbakht · Irán (IRI)        |
| váltósúly (74 kg-ig)                                                 | William Smith · Egyesült Államok (USA) | Per Berlin · Svédország (SWE)             | Abdullah Mojtabavi · Irán (IRI)         |
| középsúly (84 kg)                                                    | David Cimakuridze · Szovjetunió (URS)  | Gholamreza Takhti · Irán (IRI)            | Gurics György · Magyarország (HUN)      |
| félnehézsúly (96 kg)                                                 | Viking Palm · Svédország (SWE)         | Henry Wittenberg · Egyesült Államok (USA) | Adil Atan · Törökország (TUR)           |
| nehézsúly (120 kg)                                                   | Arszen Mekokisvili · Szovjetunió (URS) | Bertil Antonsson · Svédország (SWE)       | Kenneth Richmond · Nagy-Britannia (GBR) |

## A kötöttfogású birkózás érmesei
| Az 1952. évi nyári olimpiai játékok érmesei kötöttfogású birkózásban |                                      |                                     |                                         |
| Versenyszám                                                          | Arany                                | Ezüst                               | Bronz                                   |
| lepkesúly (54 kg-ig)                                                 | Borisz Gurevics · Szovjetunió (URS)  | Ignazio Fabra · Olaszország (ITA)   | Leo Honkala · Finnország (FIN)          |
| légsúly (55 kg-ig)                                                   | Hódos Imre · Magyarország (HUN)      | Zakria Chihab · Libanon (LIB)       | Artyom Tyerjan · Szovjetunió (URS)      |
| pehelysúly (62 kg-ig)                                                | Jakov Punkin · Szovjetunió (URS)     | Polyák Imre · Magyarország (HUN)    | Abdel Rased · Egyiptom (EGY)            |
| könnyűsúly (66 kg-ig)                                                | Sazam Szafin · Szovjetunió (URS)     | Gustaf Freij · Svédország (SWE)     | Mikulás Athanasow · Csehszlovákia (TCH) |
| váltósúly (74 kg-ig)                                                 | Szilvásy Miklós · Magyarország (HUN) | Gösta Andersson · Svédország (SWE)  | Kalil Taha · Libanon (LIB)              |
| középsúly (84 kg)                                                    | Axel Grönberg · Svédország (SWE)     | Kalervo Rauhala · Finnország (FIN)  | Nyikolaj Belov · Szovjetunió (URS)      |
| félnehézsúly (96 kg)                                                 | Kelpo Gröndahl · Finnország (FIN)    | Salva Csihladze · Szovjetunió (URS) | Karl-Erik Nilsson · Svédország (SWE)    |
| nehézsúly (120 kg)                                                   | Johannes Kotkas · Szovjetunió (URS)  | Josef Růžička · Csehszlovákia (TCH) | Tauno Kovanen · Finnország (FIN)        |